# موريس مورو
موريس مورو (بالإنجليزية: Maurice Morrow, Baron Morrow)‏ هو سياسي بريطاني، ولد في 27 سبتمبر 1948 في المملكة المتحدة. حزبياً، نشط في الحزب الديمقراطي الاتحادي.

## مناصب
- في انتخابات الجمعية التشريعية لأيرلندا الشمالية، 1998 [الإنجليزية]‏، انتخب عضو الجمعية التشريعية الأولى لأيرلندا الشمالية عن دائرة فيرماناغ وتيرون الجنوبية [الإنجليزية]‏ وقد انضم خلال فترته النيابية ‏ (25 يونيو 1998 – 28 أبريل 2003)  للكتلة البرلمانية الحزب الديمقراطي الاتحادي.
- في انتخابات الجمعية التشريعية لأيرلندا الشمالية، 2003 [الإنجليزية]‏، انتخب عضو الجمعية التشريعية الثانية لأيرلندا الشمالية عن دائرة فيرماناغ وتيرون الجنوبية [الإنجليزية]‏ وقد انضم خلال فترته النيابية ‏ (26 نوفمبر 2003 – 30 يناير 2007)  للكتلة البرلمانية الحزب الديمقراطي الاتحادي.
- في انتخابات الجمعية التشريعية لأيرلندا الشمالية،  2007 [الإنجليزية]‏، انتخب عضو الجمعية التشريعية الثالثة لأيرلندا الشمالية عن دائرة فيرماناغ وتيرون الجنوبية [الإنجليزية]‏ وقد انضم خلال فترته النيابية ‏ (9 مارس 2007 – 24 مارس 2011)  للكتلة البرلمانية الحزب الديمقراطي الاتحادي.
- في انتخابات الجمعية التشريعية لأيرلندا الشمالية، 2011 [الإنجليزية]‏، انتخب عضو الجمعية التشريعية الرابعة لأيرلندا الشمالية ‏ عن دائرة فيرماناغ وتيرون الجنوبية [الإنجليزية]‏ وقد انضم خلال فترته النيابية ‏ (6 مايو 2011 – 24 مارس 2016)  للكتلة البرلمانية الحزب الديمقراطي الاتحادي.
- في 2016 Northern Ireland Assembly election [الإنجليزية]‏، انتخب Member of the 5th Northern Ireland Assembly ‏ عن دائرة فيرماناغ وتيرون الجنوبية [الإنجليزية]‏ وقد انضم خلال فترته النيابية ‏ (7 مايو 2016 – 26 يناير 2017)  للكتلة البرلمانية الحزب الديمقراطي الاتحادي.
- انتخب Minister for Social Development ‏ ( – 24 أكتوبر 2001).
- انتخب عضو مجلس اللوردات.
- انتخب Minister for Social Development ‏ (12 يناير 2016 – 25 مايو 2016).